# بيير فارينيون
بيير فارينيون (بالفرنسية: Pierre Varignon)‏ هو عالم رياضيات فرنسي، تلقى تعليمه في الكلية اليسوعية وجامعة كان، حيث حصل على درجة الماجستير في عام 1682. عرف بنظرية فارينون.